# Enzo Casali
Enzo Casali (Pavia, 29 settembre 1937 – Pavia, 26 dicembre 2019) è stato un politico italiano, presidente della Provincia di Pavia dal 1993 al 1997.

## Biografia
Esponente della Lega Nord, alle elezioni provinciali del 1993 è candidato alla presidenza della provincia di Pavia: al primo turno ottiene il 43,3% dei voti, poi vince il ballottaggio con il 70,3% dei consensi, diventando il primo presidente della provincia pavese eletto direttamente dai cittadini.
Alle seguenti elezioni provinciali del 1997 si ricandida alla presidenza, sostenuto dalla Lega e da una lista civica: ottiene il 21,5% dei voti e manca l'accesso al ballottaggio, viene comunque rieletto in consiglio provinciale.
Alle elezioni politiche del 2001 si candida al Senato con la lista "Va Pensiero Padania" nel collegio di Pavia, ottenendo l'1,2% dei voti, senza risultare eletto.
Muore a 82 anni nel dicembre 2019.